# Артикулација (лингвистика)
Артикулација је јасно и разговетно изговарање гласова и гласовних склопова (слогова и речи). Покрети говорних органа (језика, усана, гласних жица) који производе, уобличавају и омогућавају такав изговор. У преносном смислу, разјашњавање, јасно уобличавање и исказивање неке замисли, хипотезе или теорије.